# Versace
Versace [veɾˈsaːʧe] ist ein italienisches Modeunternehmen, das 1978 von Gianni Versace in Mailand gegründet wurde.
Nach der Ermordung von Gianni Versace im Juli 1997 übernahmen seine Geschwister Santo Versace und Donatella Versace die Leitung des sich bis 2018 mehrheitlich in Familienbesitz befindlichen Unternehmens. Unter dem Namen Versace werden über ein weltweites Netzwerk von eigenen Boutiquen und den gehobenen Einzelhandel unter anderem hochpreisige Bekleidung, Lederwaren und Accessoires für Damen, Herren und Kinder sowie Düfte, Einrichtungsgegenstände und Schmuck angeboten.

## Marke

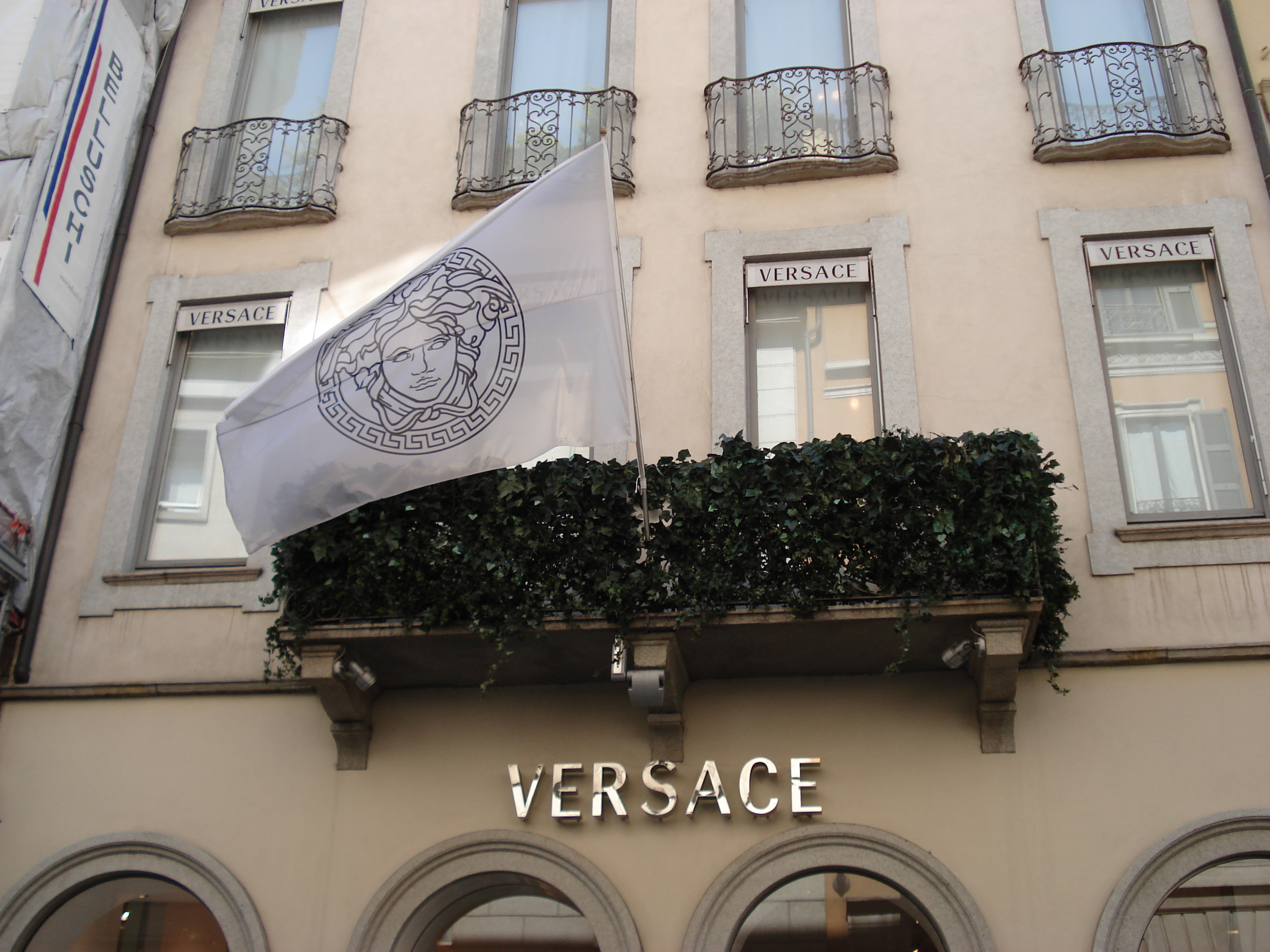
Versace Flagship-Store in der Via Monte Napoleone, Mailand

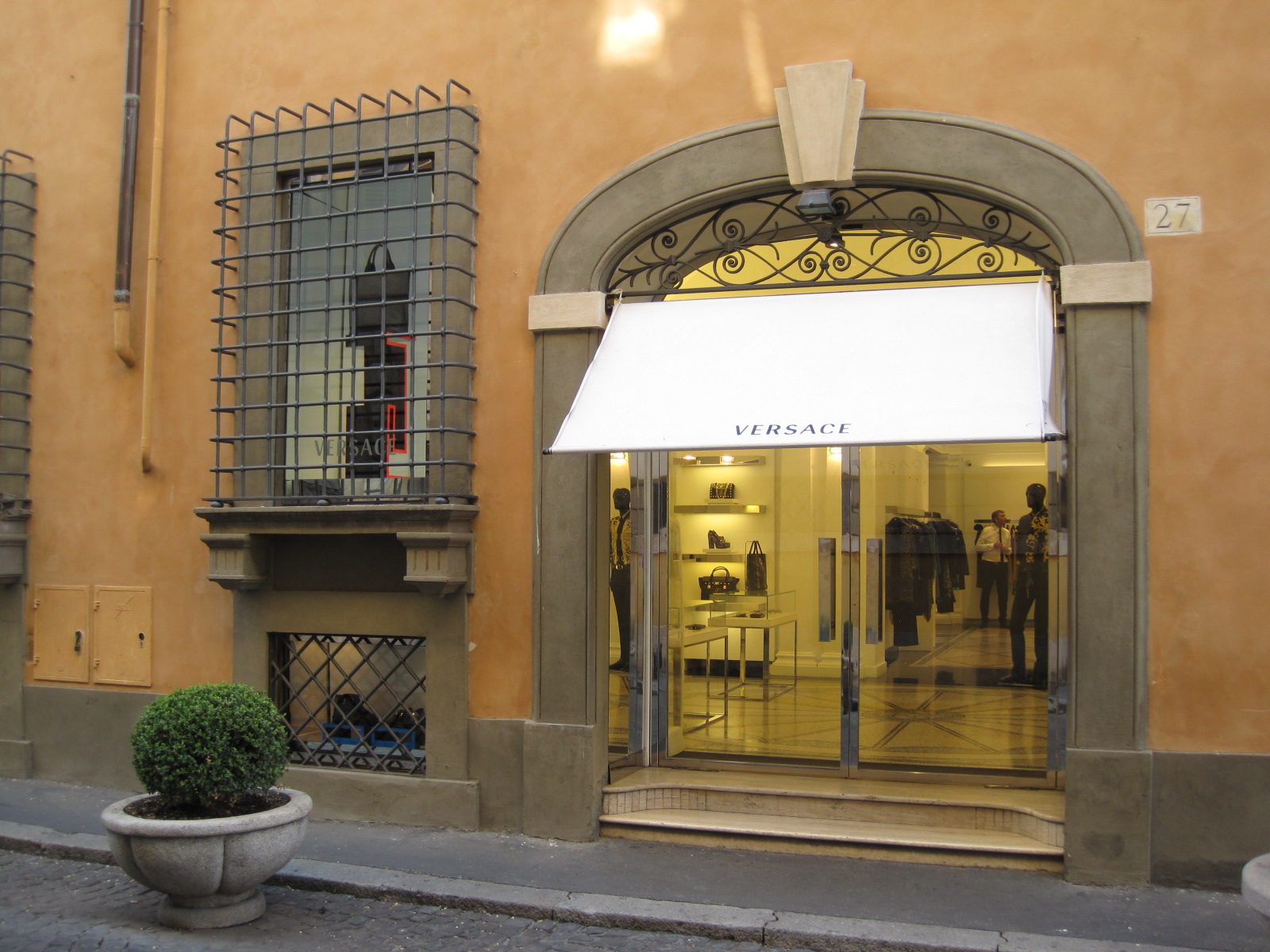
Versace Boutique in der Bocca Di Leone, Rom

Die erste Versace-Modenschau für Damen fand auf Initiative des deutschen Textilhändlers Albert Eickhoff, der auf die Entwürfe des damals noch kaum bekannten Gianni Versace 1976 in Florenz aufmerksam geworden war, im Februar 1978 unter Mitwirkung des damaligen Topmodels Jerry Hall im Stadttheater von Lippstadt statt. Der aus Reggio Calabria stammende Gianni Versace hatte zuvor mit seinem Bruder Santo in Mailand die Gianni Versace S.p.A. gegründet, nachdem er bereits seit 1972 als Modedesigner für andere Marken tätig gewesen war. Die erste Versace-Boutique öffnete im Frühjahr 1978 in der Via Spiga in Mailand. Der ersten, von Pastellfarben geprägten Präsentation von Damenmode folgte im September 1978 die Versace-Herrenmode. Versaces zum Teil opulente und gewagte Entwürfe wurden von der Fachpresse unterschiedlichrezipiert, von Designer-Kollegen und Kritikern als „vulgär“ bezeichnet und von vielen Kunden begeistert aufgenommen. Gianni Versace selbst wurde aufgrund seiner ausschweifenden Kreationen zum „Meister des Neobarock“ ernannt. Auch Versaces Schwester Donatella war von Anfang an im Familienunternehmen beschäftigt.
Grelle Farben, glänzende Materialien, provokante Schnitte, figurbetonte Kleider, kurze Röcke, enge Hosen, opulente Verzierungen und Dekorationen, tiefe Dekolletés, bunt bedruckte Herrenhemden aus Seide, sexy-elegante Abendroben – all dies beschreibt die Mode des Hauses Versace. Gianni Versace nannte neben der Kunst von bspw. Andy Warhol, Roy Lichtenstein und der Op-Art unter anderem das Alte Rom und die Mythologie des Antiken Griechenlands als Inspirationsquellen für seine Mode: ein Medusenkopf und ein Zeuskopf waren bspw. Markensymbole seiner Modekreationen. 
Im Gegensatz zur dezent-zurückhaltenden Mode seines ungeliebten Kollegen Giorgio Armani oder der hoch-eleganten Damenmode von Valentino ging es Gianni Versace immer um aufsehenerregende Inszenierungen seiner Mode. Für seine Entwürfe verarbeitete er neben klassischen Tuchen auch Leder oder Gummi und Metall in unterschiedlichsten Ausführungen. 
Mit Entwürfen für Theaterstücke, besonders für die Mailänder Scala, oder für die Bühnenauftritte von internationalen Stars, wie Elton John, konnte sich Versace ab Anfang der 1980er Jahre in der Kunstszene als Kostümbildner und Modedesigner etablieren. Das Victoria and Albert Museum in London widmete ihm bereits 1985 eine Ausstellung, weitere folgten. In den späten 1980er Jahren assoziierte man Supermodels wie Naomi Campbell, Claudia Schiffer oder Linda Evangelista mit dem Haus Versace. Für den Film Showgirls (1995), in dem die von der Schauspielerin Elizabeth Berkley dargestellte Hauptfigur den Firmennamen falsch ausspricht und von Kyle MacLachlan korrigiert wird, entwarf Versace die Kostüme.
Die Werbung des Hauses Versace, für welche unter anderem ab 1979 mit Richard Avedon, Helmut Newton oder Bruce Weber zusammengearbeitet wurde, war schon immer ein Schwelgen in Farben und Luxus. In den 1980er und 1990er Jahren gehörte Versace zu den international erfolgreichsten Modemarken. 1994 sorgte die damals wenig bekannte Elizabeth Hurley mit dem schwarzen Sicherheitsnadelkleid, das an den Seiten nur von überdimensional-großen, goldenen Sicherheitsnadeln zusammengehalten wurde, weltweit für Aufsehen. Nachdem Madonna im Jahr 1995 bereits einmal für Versace als Model tätig gewesen war, wurde diese Zusammenarbeit im Jahr 2005 erneuert. Madonna wurde für die Motive von Starfotograf Mario Testino abgelichtet. Auch Jon Bon Jovi einige Jahre für Versace. Im Februar 2005 engagierte Versace die Schauspielerin Demi Moore. Für die Frühjahr-/Sommerkollektion 2006 wurde Halle Berry engagiert.

## Marken-Portfolio

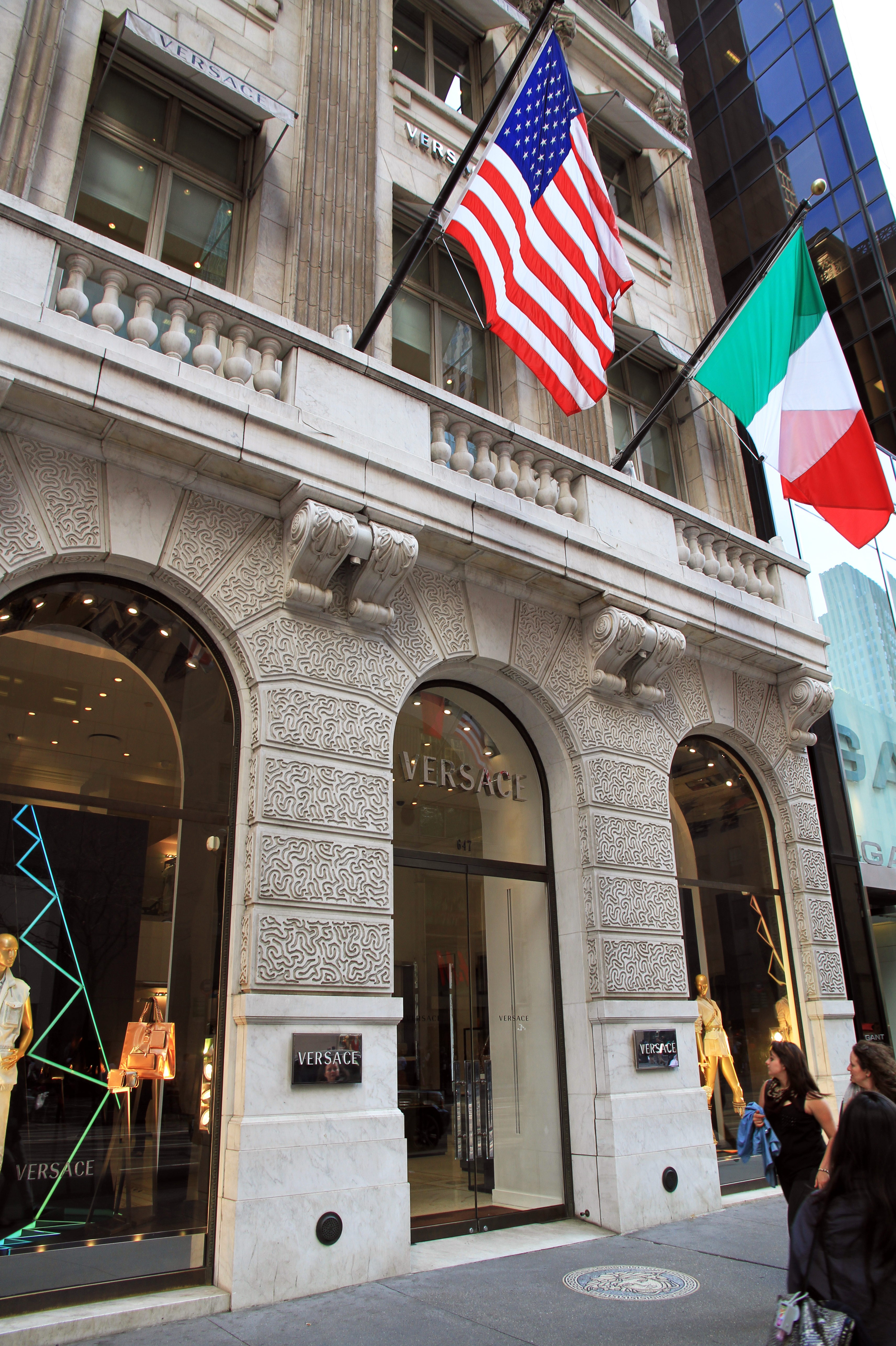
Mehrstöckige Versace Boutique auf der 5th Avenue, New York City

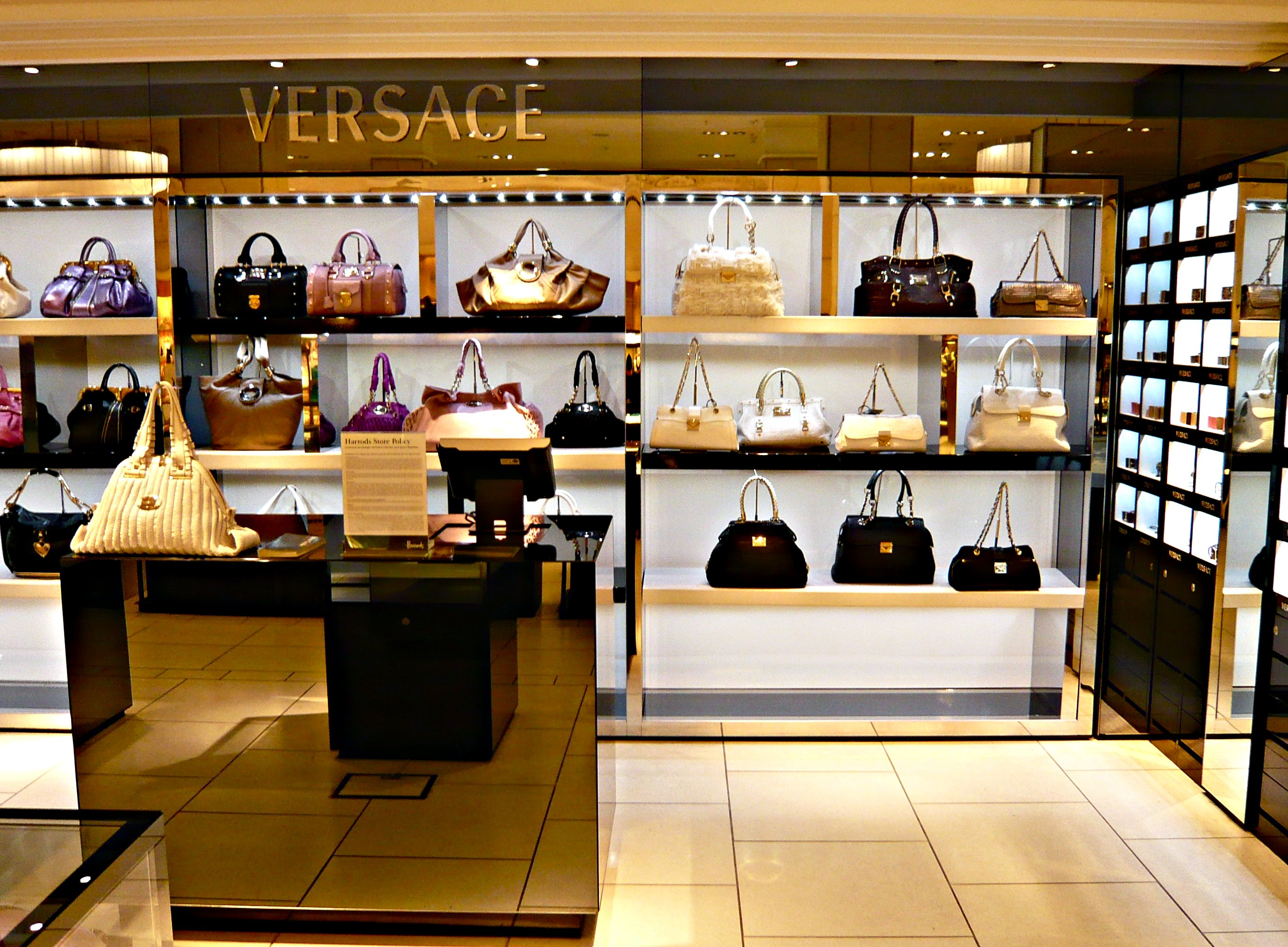
Versace-Verkaufsfläche im Londoner Warenhaus Harrods

### Mode-Kollektionen
- Atelier Versace – Couture-Damenmode im obersten Preissegment
- Versace – Laufsteglinie mit Damen- und Herrenmode im oberen Preissegment
- Versace Jeans Couture – Als Lizenz an Swinger International vergebene Sportswear-Kollektion im Mittelpreissegment, ehemals genannt 'VJC Versace' bzw. 'VJC Versace Jeans Couture'
- Young Versace – Kinderkollektion für 0- bis 12-Jährige

### Markengeschichte
Zum einen positioniert sich die Hauptlinie Versace (mit einem stilisierten Medusen-Kopf als Markenzeichen) mit Bekleidung für Damen und Herren, Schmuck und Uhren, Accessoires, Parfum, Kosmetika sowie Wohnaccessoires im oberen Preissegment. Diese Produkte, mit denen ca. 60 % des Gesamtumsatzes erzielt werden, werden über ein internationales Netz von mehr als 80 eigenen oder von Dritten geführten Versace-Boutiquen sowie an weiteren rund 120 Verkaufsstandorten in Läden vertrieben. Mit der preislich etwas niedriger als die Hauptlinie angesetzten Versace Collection – in den Anfängen ab 1991 noch Versace Classic V2 Uomo genannt – arbeitete Versace im Bereich der modischen Herren-Businessmode in einem Joint Venture namens VEZE mit Ermenegildo Zegna zusammen. Ab 1997 gab es zudem für ein paar Jahre die entsprechende Damenkollektion Versace Classic V2 Donna. Ende 2010 wurde die Versace Collection (Donna) in Zusammenarbeit mit Zegna wiedereingeführt. Nach der Übernahme durch Capri Holdings 2018 wurde die Konfektionsmode der Versace Collection (Uomo und Donna) eingestellt.
Darüber hinaus führt Versace seit 1989 mit Atelier Versace eine eigene Haute-Couture-Linie für Damen. Die Atelier-Mode wurde im Rahmen der kostenintensiven Pariser Haute-Couture-Schauen von 1990 bis 2000 – vornehmlich im Hotel Ritz – präsentiert. Wenngleich die Atelier-Kollektion fortgeführt wurde, zog sich Versace 2004 von den Pariser Schauen zurück, um erst im Januar 2012 dorthin zurückzukehren. Die elegante Damen-Abendmode der Modelinie Versatile wurde bis Ende der 1990er Jahre angeboten.
Die bereits 1985 lancierte Zweitlinie Istante für Damen und Herren (mit einem stilisierten Zeus-Kopf als Markenzeichen), welche von Gianni Versaces Lebenspartner Antonio d’Amico geleitet wurde und für welche eigene Geschäfte mit konservativ-schicker Konfektionsmode existierten, wurde 1998 eingestellt.
Zum anderen richtet sich ein zweiter Marktbereich an eine jüngere Kundschaft und umfasste in der Vergangenheit einerseits die 1989 von Gianni Versace für Damen und Herren lancierte jugendliche Zweitlinie Versus, die ab 1990 von Donatella Versace geleitet wurde. Versus war ab 2004 bis auf wenige Accessoires nahezu stillgelegt worden und wurde 2009 mit dem britischen Designer Christopher Kane als Damenkollektion wiedereingeführt. Kane verließ das Unternehmen Ende 2012; in der Folge wurde Versus als Damen- und auch wieder als Herrenmarke in Zusammenarbeit mit wechselnden Designern gestaltet. 2015 benannte Donatella Versace den Belgier Anthony Vaccarello zum Versus-Kreativdirektor. Vaccarello wechselte im Frühjahr 2016 zu Saint Laurent. Versus wurde nach der Übernahme durch Michael Kors mit der Lizenzlinie Versace Jeans, siehe unten, 2018 zu Versace Jeans Couture zusammengeführt.
Andererseits wurden die als Lizenz für sportliche Freizeitmode für Damen und Herren vergebenen Modelinien Versace Sport (2005 als Ersatz für Versus eingeführt) und VJC Versace Jeans Couture angeboten. Versus, Versace Sport und VJC wurden im Auftrag der Versace-Gruppe von IT Holding (Ittierre S.p.A.) produziert, bis die Lizenzen, nach dem Konkurs von Ittierre 2009, an die Gruppo Facchini / Swinger International aus Verona (zu welcher auch die Modemarke Byblos gehört, für die Gianni Versace einst als Designer arbeitete) überging. Swinger benannte VJC Versace Jeans Couture in Versace Jeans um und produziert diese Linie bis heute, die Modelinie Versace Sport wurde eingestellt, und die Versus-Lizenz wurde 2011 zwecks Eigenfertigung von Versace im eigenen Werk in Novara zurückgeholt. Mit der Zusammenführung von Versus und Versace Jeans 2018 wurde der Name Versace Jeans Couture als Kollektionsname wiederbelebt. Diese Kollektionen werden über ein internationales Netz von 56 Boutiquen sowie über rund 1800 Verkaufsstandorte im Fachhandel vertrieben.
Die 1989 in Lizenz gestartete und ab 1993 von Donatella Versace geleitete Kinderkollektion Young Versace existierte bis 2004 und wurde 2011 wiedereingeführt.

### Lizenzgeschäft

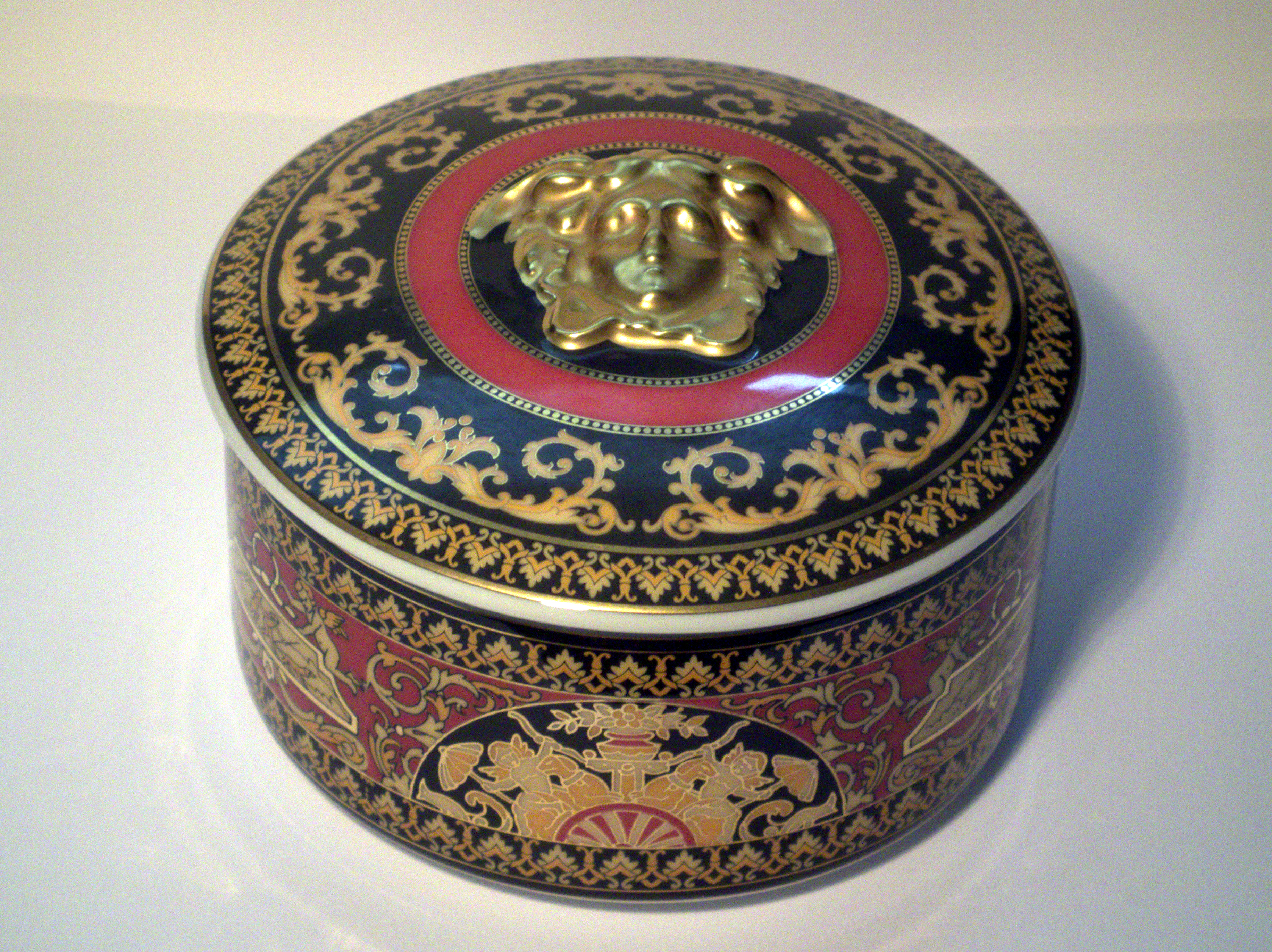
Versace-Porzellan von Rosenthal

Unter anderem entstanden ab Beginn der 1990er Jahre Lizenzvergaben für Taschen, Schuhe, Uhren und Schmuck (Versace Precious Items bzw. Versace Fine Jewellery), Brillen (gefertigt von Luxottica), Geschirr (in Zusammenarbeit mit der Rosenthal AG), Wohnaccessoires und Möbel (Versace Home Collection), Fliesen für Wand und Boden (Versace Ceramic Design, gefertigt von Gardenia Orchidea, Italien) sowie Parfüms (Euroitalia).
2010 wurde in Zusammenarbeit mit LG unter dem Namen Versace Unique ein Mobiltelefon in verschiedenen Ausführungen von Versace auf den Markt gebracht, dessen Verkaufspreis über 5000 Euro betrug.
Das erste Parfüm des Hauses brachte Gianni Versace 1982 für Damen auf den Markt und benannte es nach seinem vollen Namen. Der Herrenduft Versace l'Homme folgte 1984. Seither sind unzählige Düfte für Damen und Herren von Versace erschienen, darunter Versus Donna (Damen, 1991), Versus Uomo (Herren, 1991), Blue Jeans (Damen, Herren, 1994 und zahlreiche Variationen in den Folgejahren), Versace Woman (Damen, 2000), Versace Man (Herren, 2003), Versace (Damen, 2007), Versace pour Homme (Herren, 2008 und zahlreiche Variationen in den Folgejahren), Eros (Herren, 2013; Damen 2014), Dylan Blue (Herren 2016; Damen, 2018), Atelier Versace Fragrances (Unisex, 2019).

### Hotels

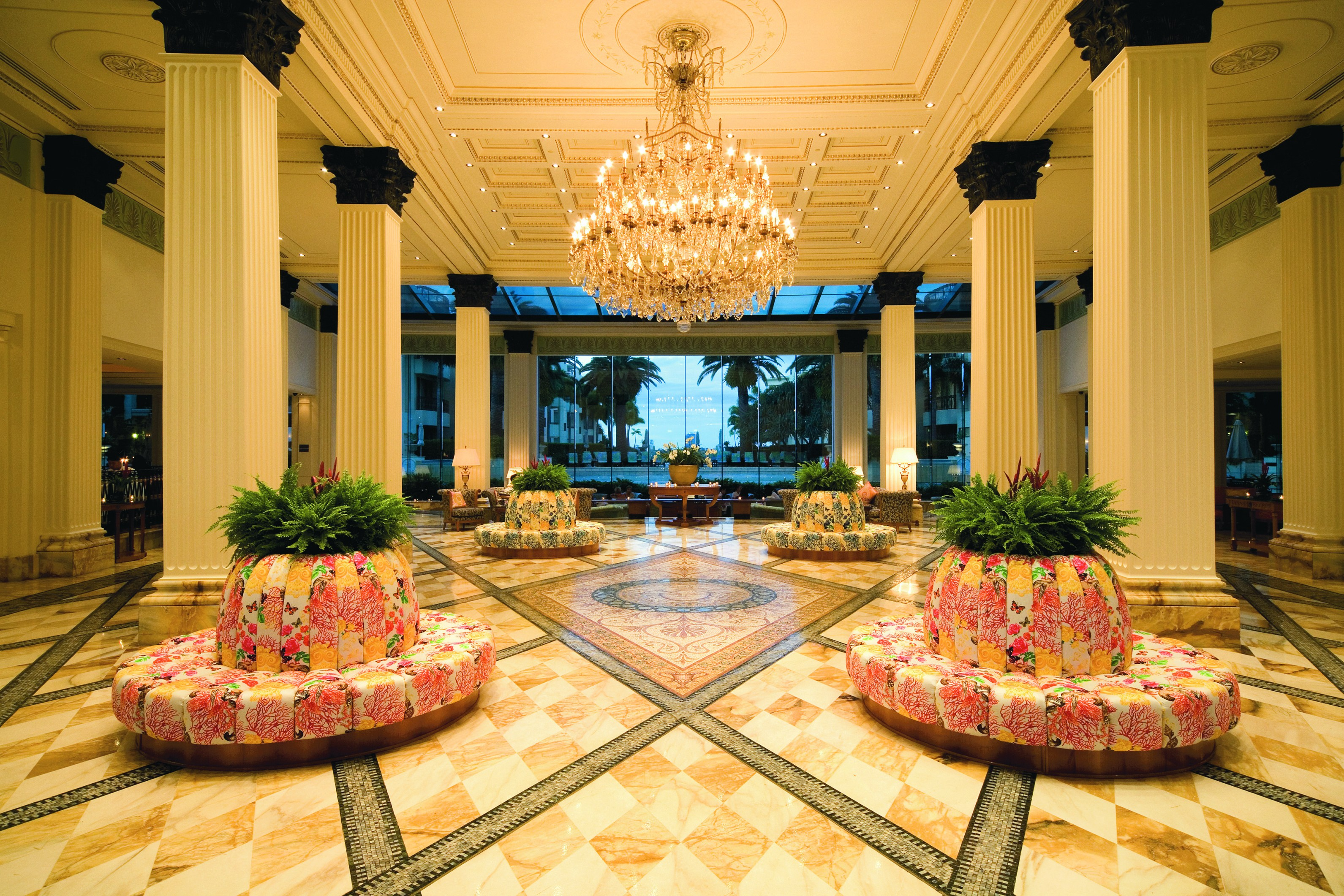
Lobby des Palazzo Versace in Australien (2009)

Palazzo Versace ist ein seit Ende 2000 von der Versace-Gruppe betriebenes, ca. 80 km südlich von Brisbane gelegenes Luxushotel an der australischen Gold Coast, das zu den The Leading Hotels of the World zählt und in Deutschland als Quartier für die Stars aus der RTL-Serie Ich bin ein Star – Holt mich hier raus! bekannt ist. Ursprünglich sollte 2008, dann 2010 für umgerechnet ca. 450 Mio. Euro ein weiterer Palazzo Versace im Stadtteil Bur Dubai in Dubai eröffnen. Die Eröffnung des Palazzo Versace Dubai wurde nach Finanzierungsschwierigkeiten allerdings ab 2011 sukzessive auf frühestens Ende 2014 verschoben und letztlich im November 2015 vollzogen. Weitere Palazzo-Hotels, beispielsweise in Macau (als Teil des Grand Lisboa Palace, Eröffnung noch ungewiss), sind geplant.

### Deutsche Boutiquen

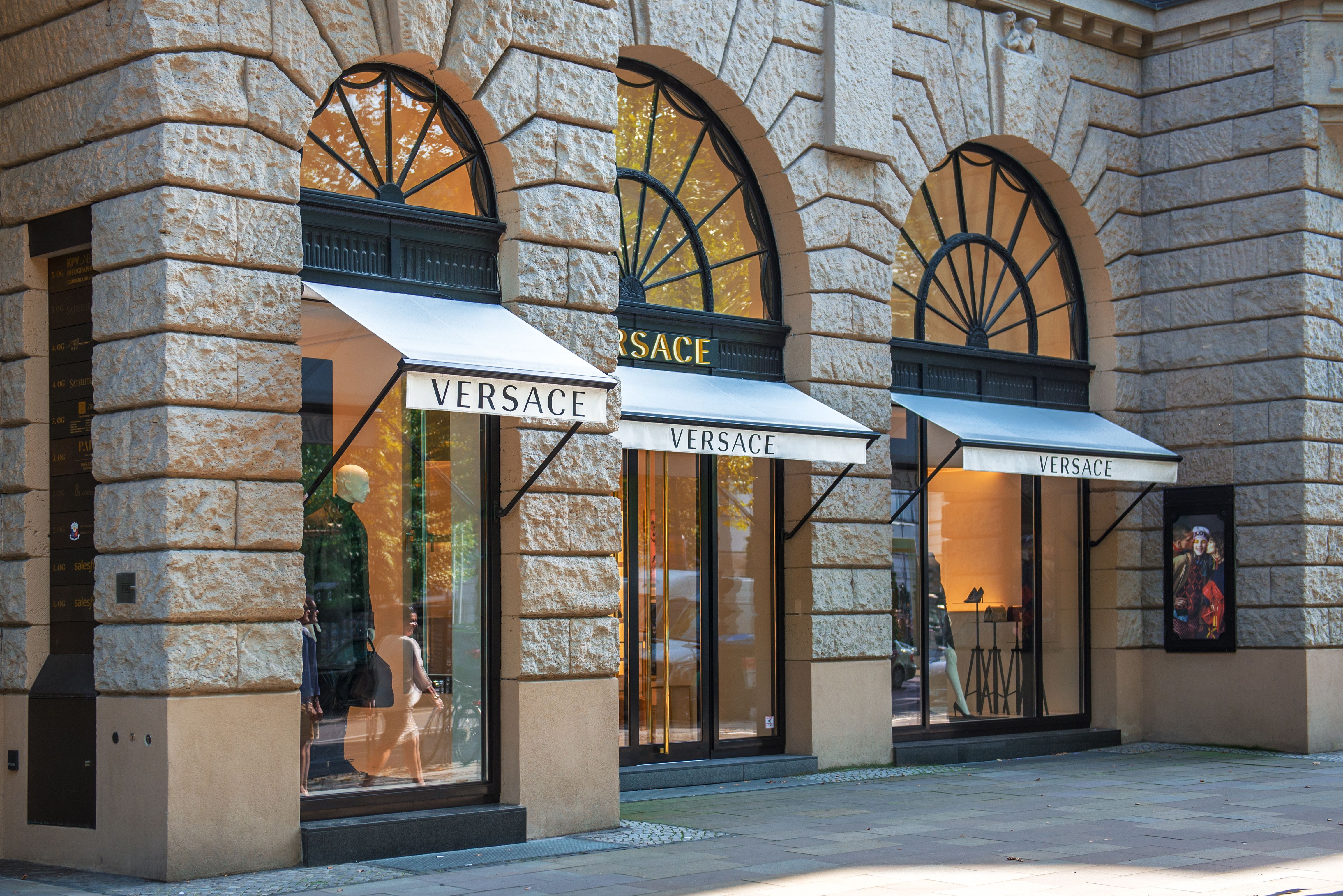
Versace Boutique am Kurfürstendamm

Versace führt in Deutschland eigene Boutiquen am Ku’damm in Berlin, im Frankfurt International Airport, der Goethestraße in Frankfurt am Main, auf der Düsseldorfer Königsallee sowie im Flughafen München und auf der Maximilianstraße in München. In Österreich ist Versace in Wien und am Wiener Flughafen vertreten. In der Schweiz befindet sich ein Versace-Geschäft in Genf und Zürich. Außerhalb der offiziellen Boutiquen sind Versace-Produkte im gehobenen Einzelhandel zu erhalten.

## Konzern
Gianni Versace hatte kurz vor seinem Tod geplant, die Marke Versace an die Börse zu bringen. Mit seinem Tod erbten Donatella 20 %, deren Tochter Allegra 50 % und Santo 30 % des Unternehmens, einhergehend mit hohen Erbschaftssteuer-Verpflichtungen. Santo wurde Geschäftsführer und Donatella Chef-Designerin. Die das Unternehmen Versace kontrollierende Familien-Holding heißt GIVI Holding SpA.

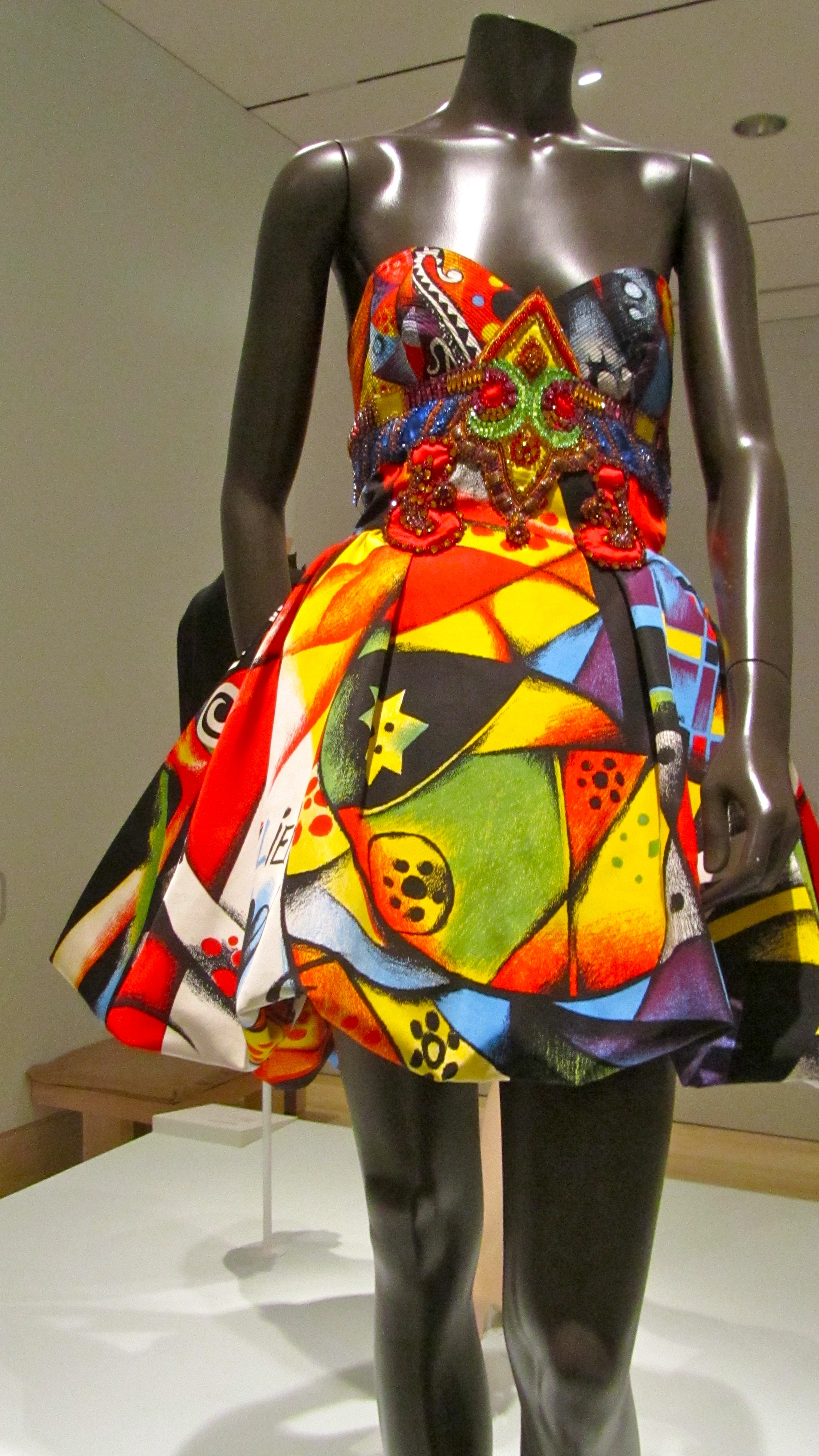
Von Gianni Versace entworfenes Abendkleid

Nach Gianni Versaces Tod geriet das Haus Versace in eine Krise. Die Verkaufszahlen sanken, Einzelhändler zogen sich zurück, die Schulden häuften sich. Die Umsätze der Marke fielen von mehr als einer Milliarde Dollar (inklusive Lizenz-Einnahmen) im Jahr 1996 auf weniger als die Hälfte Ende der 2000er. Anfang der 2000er Jahre mussten Santo und Donatella zahlreiche von Gianni Versace zu Lebzeiten angesammelte Vermögensgegenstände verkaufen, darunter die luxuriöse Villa in Miami, vor welcher Gianni erschossen worden war. Im Jahr 2002 wurden Verluste in Höhe von 7,1 Millionen Dollar gemeldet. 2003 gab Santo seine Position als Geschäftsführer auf. Mit Giancarlo Di Risio, zuvor Chef von IT Holding und Fendi wurde 2004 erstmals ein außenstehender Manager CEO von Versace. 2008 musste das Versace-Anwesen am Comer See verkauft werden. Im Zuge jahrelanger Restrukturierungen wurden einige Versace-Modelinien eingestellt, rund 25 % der Mitarbeiter entlassen, der zuvor flamboyante Versace-Look wurde in allen Kollektionen gemäßigt, die Boutiquen in Japan geschlossen und Sparten wie Parfüm und Schmuck wurden ausgegliedert. Erst 2008 schrieb das Unternehmen wieder schwarze Zahlen, um dann 2009 einen Betriebsverlust von fast 50 Millionen Euro zu melden.
Im November 2008 führte Versace erstmals mit der Präsentation einer Kollektion in Peking eine Modenschau in der Volksrepublik China durch. Ende 2009 lag die Verschuldung des Unternehmens bei über 80 Millionen Euro. 2009 wurde Di Risio durch den ehemaligen Jil Sander CEO Gian Giacomo Ferraris ersetzt. Für das Geschäftsjahr 2011 wurde bei Umsatzerlösen von 340,2 Millionen Euro und einer Nettoneuverschuldung von 29,5 Millionen Euro ein positives Ergebnis in Höhe von 8,5 Millionen Euro erzielt.
Mitte 2011 gab die Modekette Hennes & Mauritz bekannt, dass Versace 2011 – wie zuvor schon Karl Lagerfeld (2004), Stella McCartney (2005), Viktor & Rolf (2006), Roberto Cavalli (2007), Comme des Garçons (2008), Matthew Williamson (2009), Jimmy Choo (2009) und Lanvin (2010) – die Rolle des Gast-Designers bei H&M einnehmen werde und ab November 2011 eine Kooperations-Kollektion für Damen, Herren und Zuhause erhältlich sei.
Anfang 2014 beteiligte sich der US-amerikanische Investor Blackstone Group mit 20 % der Anteile am Unternehmen Versace, das mit einem Unternehmenswert von einer Milliarde Euro bewertet wurde. Mit den von der Familie Versace für 60 Millionen Euro abgekauften Anteilen ist zusätzlich ein Investment von 150 Millionen Euro verbunden. Für das Ende der 2010er Jahre stellte das Unternehmen Versace den Börsengang in den Raum.
Anfang 2018 erklärte Donatella Versace, künftig auf Pelze in ihren Kollektionen verzichten zu wollen.
Im September 2018 wurde Versace von der Unternehmensgruppe Capri Holdings für 1,8 Milliarden Euro übernommen. 2025 wurde Versace vom italienischen Konzern Prada erworben.

## Familie
- Gianni Versace (1946–1997)
- Donatella Versace (* 1955), Schwester von Gianni
- Santo Versace (* 1944), Bruder von Gianni
- Allegra Versace (* 1986), Tochter von Donatella
- Daniel Versace (* 1989), Musiker, Sohn von Donatella
- Francesca Versace (* 1984), Designerin, Tochter von Santo
- Antonio Versace, Sohn von Santo

## Film
Die Familiengeschichte der Versaces wurde unter dem Titel House of Versace – Ein Leben für die Mode 2013 für das amerikanische Fernsehen adaptiert.